# Guido Oppenheim

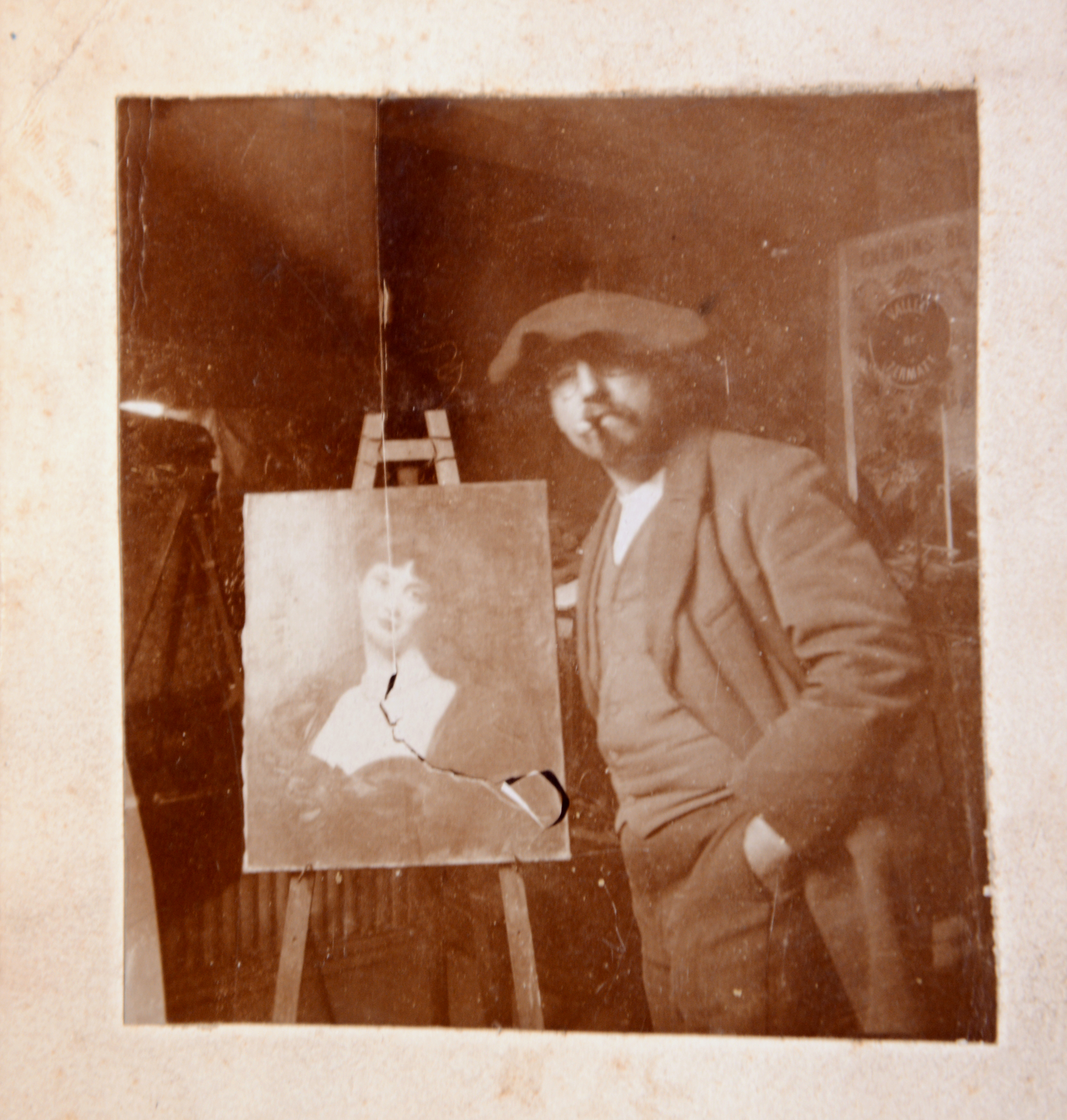
Guido Oppenheim

Guido Oppenheim (* 28. Mai 1862 in Luxemburg; † 26. August 1942 im KZ Theresienstadt) war ein Maler aus Luxemburg.

## Leben

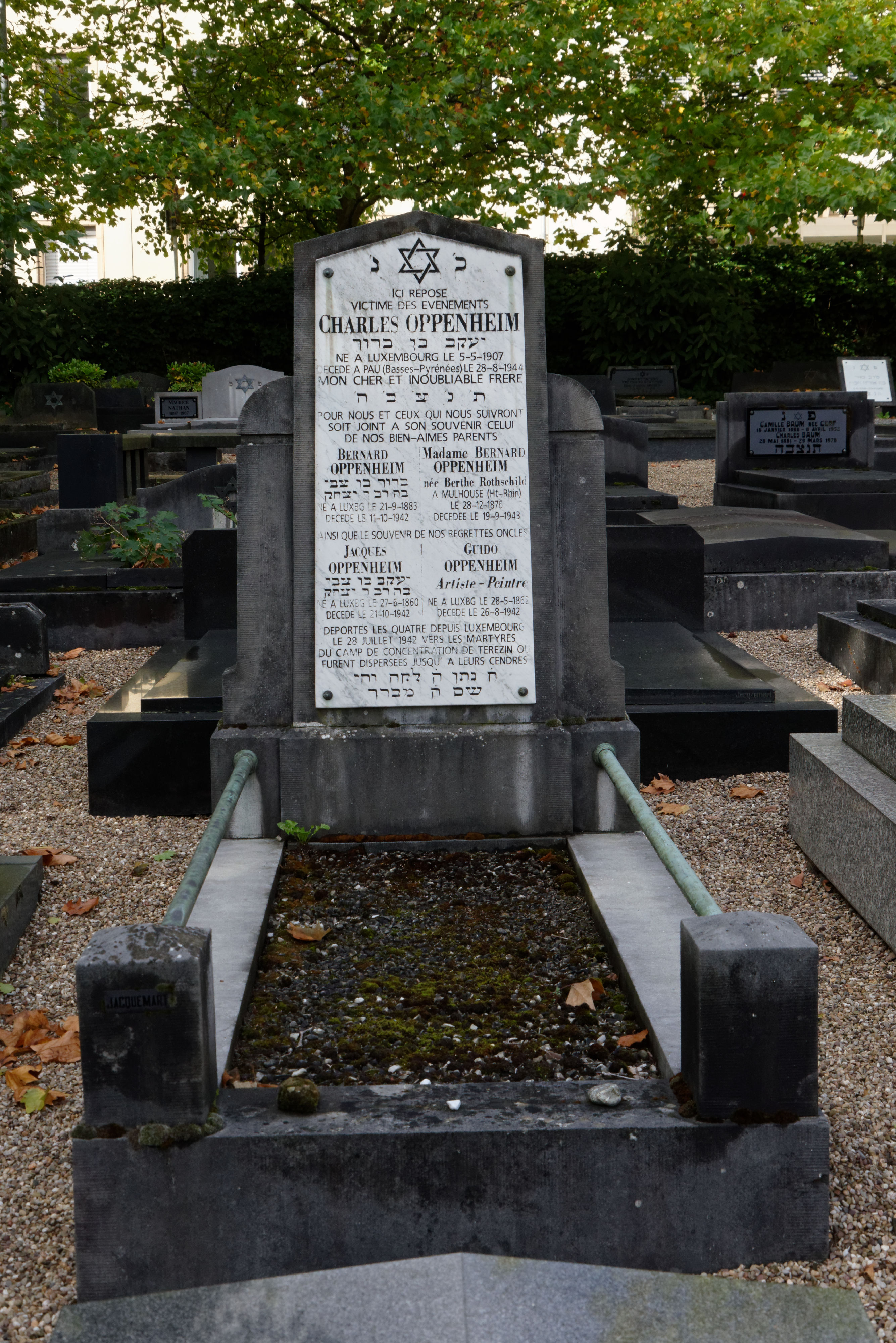
Grab und Gedenkstätte der Familie Oppenheim

Oppenheim wurde in Luxemburg als Sohn eines Tuchhändlers geboren und sollte zunächst in das väterliche Geschäft eintreten, wurde aber von seiner Familie unterstützt, als er ein Studium der Malerei aufnahm. Am 14. Oktober 1890 begann er bei Karl Raupp, Münchener Akademie, das Studium.
Nach dem Abschluss ging er zu einem Studienaufenthalt nach Paris  und ließ sich schließlich 1902 als freischaffender Künstler in seiner Heimatstadt nieder, wo er bald Erfolge verzeichnen konnte. Schon vier Jahre später erhielt er den Prix Grand-Duc Adolphe. Sein malerisches Werk – er malte vor allem Porträts und Landschaftsbilder aus seiner luxemburgischen Heimat – orientiert sich am französischen Impressionismus.
Als Achtzigjähriger wurde er am 28. Juli 1942 nach Theresienstadt verschleppt, wo er einen Monat später gestorben ist.
Eine Gedenktafel für Guido Oppenheim befindet sich auf dem neuen jüdischen Friedhof in Luxemburg an der Grabstelle der Familie Oppenheim. 

## Ehrungen
- 1904 Prix Grand-Duc Adolphe, Luxemburg

In Luxemburg ist eine Straße nach Guido Oppenheim benannt.

## Ausstellungen
- Retrospektive. Villa Vauban, Luxemburg 1982.